# Гексасульфид пентахрома
Гексасульфид пентахрома — неорганическое соединение
серы и хрома
с формулой Cr5S6,
кристаллы.

## Получение
- В природе встречается минерал мурчисит — Cr5S6 [1].

- Сплавление стехиометрических количеств чистых веществ:

{\displaystyle {\mathsf {5Cr+6S\ {\xrightarrow {325^{o}C}}\ Cr_{5}S_{6}}}}

## Физические свойства
Гексасульфид пентахрома образует кристаллы с упорядоченно распределёнными вакансиями,
гексагональной сингонии, параметры ячейки a = 0,5982 нм, c = 1,1509 нм, Z = ≈2
.
Соединение образуется по перитектоидной реакции при температуре ≈325°C.